# جوان لوف
جوان لوف (بالإنجليزية: Joanne Love)‏ (6 ديسمبر 1985 في المملكة المتحدة - ) هي لاعبة كرة قدم بريطانية في مركز الوسط. شاركت مع منتخب اسكتلندا لكرة القدم للسيدات. أما مع النوادي، فقد لعبت مع نادي دونكاستر روفرز ونادي سلتيك ونادي كيلمارنوك ونادي غلاسكو سيتي وBrevard County Cocoa Expos ‏ وDoncaster Rovers Belles L.F.C. ‏ وCeltic F.C. Women ‏ وKilmarnock F.C. Women ‏.

## وصلات خارجية
- جوان لوف على موقع IMDb (الإنجليزية)

- جوان لوف على موقع الاتحاد الدولي (مؤرشف)  (الإنجليزية)
- جوان لوف على موقع الاتحاد الأوربي (الإنجليزية)
- جوان لوف على موقع إي إس بي إن إف سي (الإنجليزية)
- جوان لوف على موقع قاعدة بيانات كرة القدم.إي يو (الإنجليزية)
- جوان لوف على موقع بيانات كرة القدم. دي إي (الألمانية)
- جوان لوف على موقع ليكيب (الفرنسية)
- جوان لوف على موقع Soccerway.com (الإنجليزية)
- جوان لوف على موقع عالم كرة القدم.نت (الإنجليزية)